# Lijst van voetbalinterlands Ethiopië - Lesotho
Deze lijst van voetbalinterlands is een overzicht van alle officiële voetbalwedstrijden tussen de nationale teams van Ethiopië en Lesotho. De landen speelden tot op heden acht keer tegen elkaar. De eerste ontmoeting, een kwalificatiewedstrijd voor de Afrika Cup 2017, werd gespeeld in Addis Abeba op 14 juni 2015. Het laatste duel, een vriendschappelijke wedstrijd, vond plaats op 24 maart 2024 in de Ethiopische hoofdstad.

## Wedstrijden
| № | Plaats      | Datum            | Competitie                   | Wedstrijd          | Uitslag |
| - | ----------- | ---------------- | ---------------------------- | ------------------ | ------- |
| 1 | Addis Abeba | 14 juni 2015     | Afrika Cup 2017 kwalificatie | Ethiopië − Lesotho | 2 − 1   |
| 2 | Maseru      | 5 juni 2016      | Afrika Cup 2017 kwalificatie | Lesotho − Ethiopië | 1 − 2   |
| 3 | Bahir Dar   | 4 september 2019 | WK 2022 kwalificatie         | Ethiopië − Lesotho | 0 − 0   |
| 4 | Maseru      | 8 september 2019 | WK 2022 kwalificatie         | Lesotho − Ethiopië | 1 − 1   |
| 5 | Adama       | 28 mei 2022      | Vriendschappelijk            | Ethiopië − Lesotho | 1 − 1   |
| 6 | Adama       | 30 mei 2022      | Vriendschappelijk            | Ethiopië − Lesotho | 1 − 1   |
| 7 | Addis Abeba | 21 maart 2024    | Vriendschappelijk            | Ethiopië − Lesotho | 1 − 2   |
| 8 | Addis Abeba | 24 maart 2024    | Vriendschappelijk            | Ethiopië − Lesotho | 2 − 1   |

## Samenvatting
| Competitie              | Totaal gespeeld | Winst Ethiopië | Gelijk | Winst Lesotho | Doelsaldo Ethiopië – Lesotho |
| ----------------------- | --------------- | -------------- | ------ | ------------- | ---------------------------- |
| WK-kwalificatie         | 2               | 0              | 2      | 0             | 1 − 1                        |
| Afrika Cup-kwalificatie | 2               | 2              | 0      | 0             | 4 − 2                        |
| Vriendschappelijk       | 4               | 1              | 2      | 1             | 5 − 5                        |
| Totaal                  | 8               | 3              | 4      | 1             | 10 − 8                       |

Wedstrijden bepaald door strafschoppen worden, in lijn met de FIFA, als een gelijkspel gerekend.
EFF · 
A-internationals · 
Ethiopisch vrouwenelftal · Olympisch elftal
1940 – 1949 · 
1950 – 1959 · 
1960 – 1969 · 
1970 – 1979 · 
1980 – 1989 · 
1990 – 1999 · 
2000 – 2009 · 
2010 – 2019 ·
2020 − 2029
Algerije ·
Angola ·
Benin ·
Botswana ·
Burkina Faso ·
Burundi ·
Centraal-Afrikaanse Republiek ·
Comoren ·
Congo-Brazzaville ·
Congo-Kinshasa ·
Djibouti ·
Egypte ·
Ghana ·
Griekenland ·
Guinee ·
Guinee-Bissau ·
Guyana ·
Israël ·
Ivoorkust ·
Jemen ·
Joegoslavië ·
Kaapverdië ·
Kameroen ·
Kenia ·
Lesotho ·
Liberia ·
Libië ·
Madagaskar ·
Malawi ·
Mali ·
Marokko ·
Mauritanië ·
Mauritius ·
Mozambique ·
Namibië ·
Niger ·
Nigeria ·
Oeganda ·
Rwanda ·
Sao Tomé en Principe ·
Senegal ·
Seychellen ·
Sierra Leone ·
Soedan ·
Somalië ·
Tanzania ·
Togo ·
Tsjaad ·
Tunesië ·
Turkije ·
Zambia ·
Zimbabwe ·
Zuid-Afrika ·
Zuid-Jemen ·
Zuid-Soedan
LFA · 
Lesothaans vrouwenelftal
Interlands
Tegenstander:
Algerije ·
Angola ·
Benin ·
Botswana ·
Burkina Faso ·
Burundi ·
Centraal-Afrikaanse Republiek ·
Comoren ·
Congo-Kinshasa ·
Ethiopië ·
Gabon ·
Gambia ·
Ghana ·
Guinee ·
Ivoorkust ·
Kaapverdië ·
Kameroen ·
Kenia ·
Laos ·
Liberia ·
Libië ·
Madagaskar ·
Malawi ·
Maleisië ·
Marokko ·
Mauritanië ·
Mauritius ·
Mozambique ·
Myanmar ·
Namibië ·
Niger ·
Nigeria ·
Oeganda ·
Rwanda ·
Sao Tomé en Principe ·
Senegal ·
Seychellen ·
Sierra Leone ·
Soedan ·
Swaziland ·
Tanzania ·
Togo ·
Zambia ·
Zimbabwe ·
Zuid-Afrika